# Програмне забезпечення для графічного мистецтва

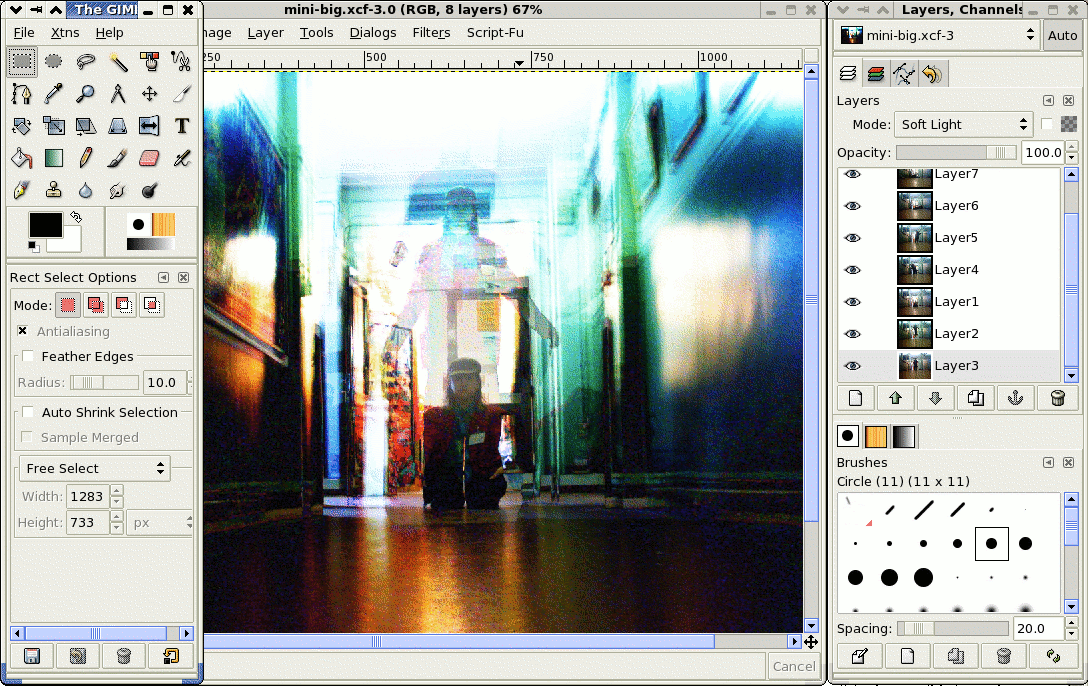
Скріншот роботи у растровому редакторі GIMP 2.2.8

Програмне забезпечення для графічного мистецтва — підклас програмного забезпечення який використовується для графічного дизайну, мультимедійної розробки, розробки стилізованих зображень, в основному для редагування фотографій або для звичайного доступу до графічних файлів. Програмне забезпечення використовує. 
растровий або векторний методи читання та редагування для створення, редагування та перегляду зображень. Велика кількість художників та інших творчих людей використовують персональні комп'ютери, а не традиційні медіа. Використання графічного програмного забезпечення може бути ефективнішим, ніж візуалізація за допомогою традиційних засобів масової інформації, оскільки воно потребує менше концентрації та не вимагає великої кількості навичок, таких як формування зображень і використання швидших (іноді більш точних) автоматизованих функцій рендерингу для створення зображень. Однак більш просунуті стилі та методи редагування можуть вимагати більш поглиблених комп'ютерних, технічних знань та навичок, ніж ті, що були освоєні для вивчення традиційної ручної візуалізації. Потенціал програмного забезпечення для підвищення або перешкоджання творчості може залежати від інтуїтивності розуміння інтерфейсу.

## Спеціалізоване програмне забезпечення

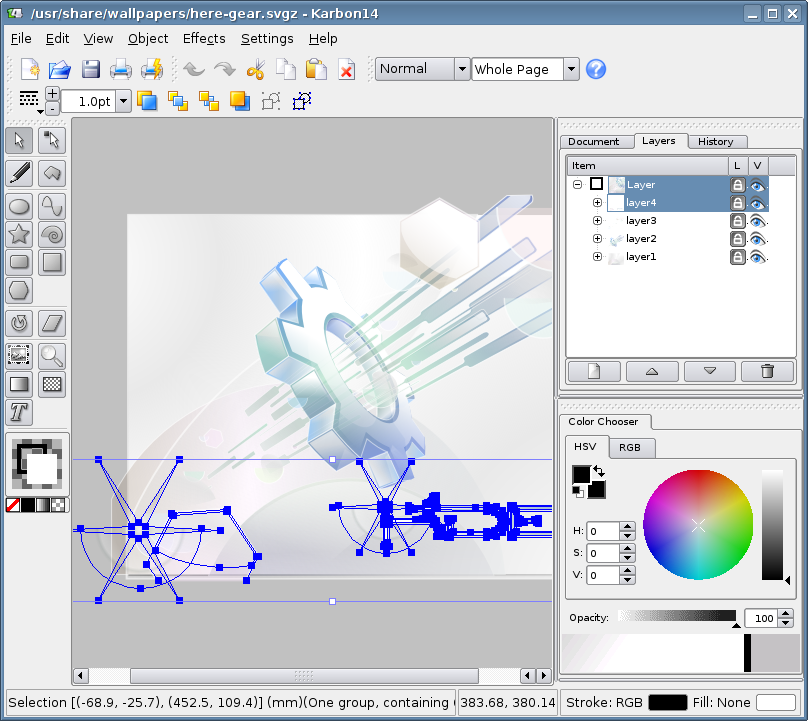
Скріншот роботи у векторному графічному редакторі Karbon14.

Більшість художнього програмного забезпечення містить загальні функції, інструменти створення та редагування, фільтри та автоматичні режими візуалізації. Однак, багато з них призначені для вдосконалення спеціальних навичок або технік. Пакети спеціалізованого програмного забезпечення мають певні недоліки, такі як: відсутність можливості навчання або вони просто не варті на те, щоб на них витрачати час та гроші але, швидше за все, через застарілість порівняно з новішими програмами або інтеграцією нових властивостей повніших пакетів програм.

### Програмне забезпечення для графічного дизайну
Професіонали у галузі графічного дизайну віддають перевагу програмному забезпеченню для редагування зображень і компонування сторінок, його зазвичай називають програмним забезпеченням для настільних видавництв. Графічні дизайнери, які також можуть бути розробниками зображень або мультимедійними розробниками, вони можуть використовувати поєднання програмного забезпечення для верстки сторінок таких як:

### Програмне забезпечення для розробки мультимедіа
Фахівці з розробки мультимедіа надають перевагу програмному забезпеченню зі звуком, рухом та інтерактивністю, у таких як програмне забезпечення для створення та редагування гіпермедіа, електронних презентацій(слайдів), комп’ютерного моделювання та ігор.

### Програми для розробки стилізованих зображень
Фахівці з розробки зображень використовують загальні графічні редактори або віддають перевагу більш спеціалізованому програмному забезпеченню для рендерингу або роботи зі стилем. Хоча зображення можна створювати з нуля за допомогою більшості художніх програм, але для більш точних візуальних ефектів використовуються спеціалізовані програми або розширені функції узагальнених програм. Ці візуальні ефекти включають:

#### Традиційні ефекти
Основна стаття: Нефотореалістична візуалізація

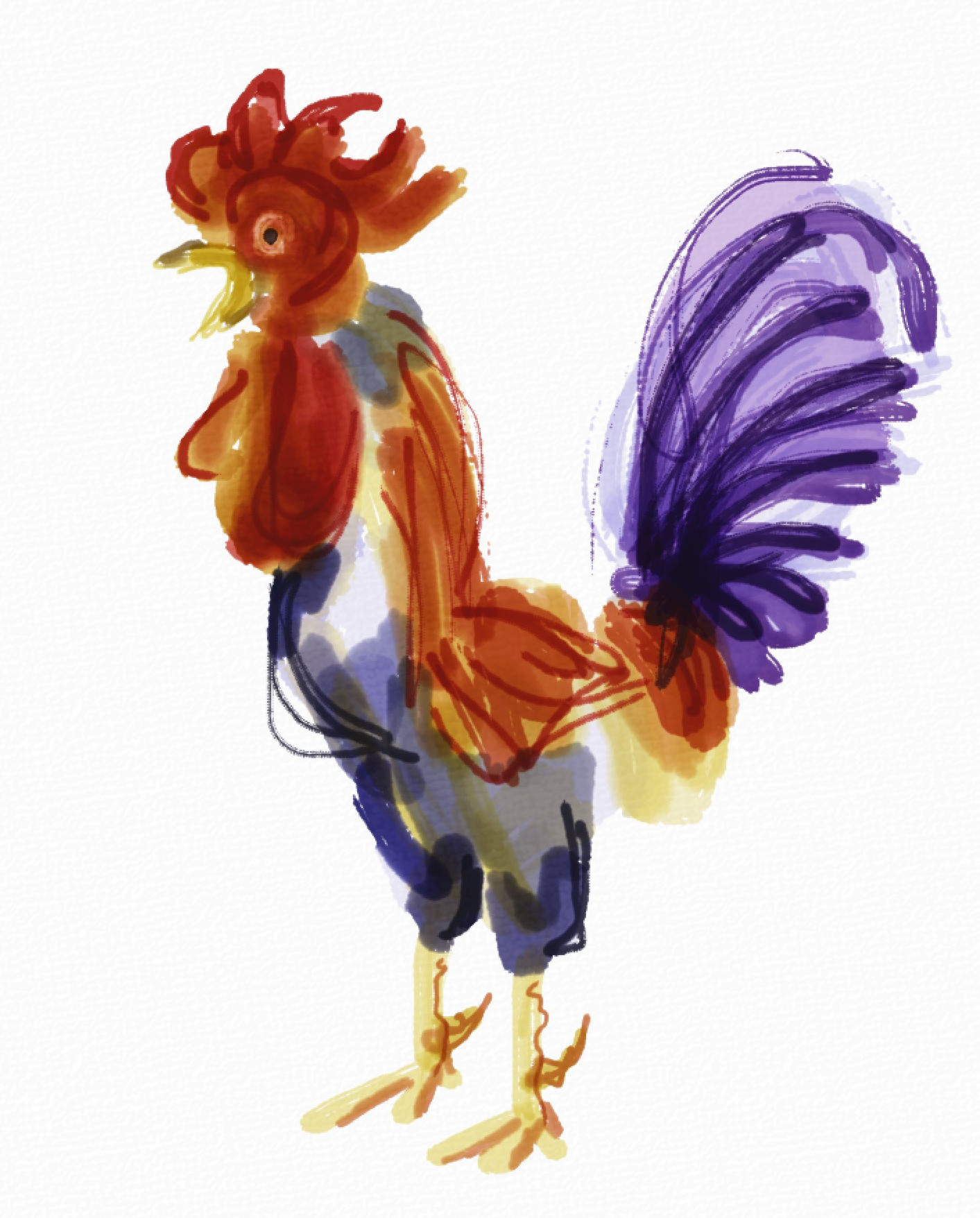
Робота зроблена аквареллю в Auryn Ink

Векторні редактори ідеально підходять для суцільних чітких ліній, які можна побачити на штрихових малюнках, плакатах, чорнильних ефектах ксилографії та ефектах мозаїки. Деякі відомі редактори зображень, такі як Adobe Photoshop, використовуються для цифрового малювання (репрезентації справжніх текстур пензля та полотна, таких як акварель чи мішковина) або ручних текстур, таких як мозаїка чи вітраж. Однак, на відміну від Adobe Photoshop, який був розроблений для редагування фотографій, програмне забезпечення, таке як Corel Painter і Photo-Paint,  були розроблені для роботи з ефектами цифрового малювання та продовжують розвиватися з великим акцентом на ручні стилі візуалізації, які не створюються на комп’ютері.

#### Фотореалістичні ефекти
На відміну від традиційних ефектів, фотореалістичні ефекти створюють ілюзію фотографованого зображення. Спеціалізоване програмне забезпечення може містити функції 3D-моделювання та трасування променів, щоб зображення виглядали фотографованими. Деякі 3D-програми призначені для загального 3D-моделювання об’єктів, тоді як інші 3D-програми є більш спеціалізованими, як-от Poser для персонажів або Bryce для декорацій. Для створення 3D-ефектів із 2D (плоских) зображень замість 3D-моделей можна використовувати таке програмне забезпечення, як Adobe Photoshop. AddDepth — це припинене програмне забезпечення для екструдування 2D-форм у 3D-зображення з можливістю предметів для прийняття скошеної форми. MetaCreations Detailer і Painter 3D — це програмні додатки, які припинено використовувати спеціально для малювання текстурних карт на 3D-моделях.

#### Гіперреалістичні ефекти
Спеціалізоване програмне забезпечення використовують для поєднання традиційних ефектів і фотореалістичних ефектів можна використовувати спеціалізоване програмне забезпечення.  Програмне забезпечення для 3-D моделювання може бути призначене виключно для відтворення 3-D моделей із 2-D ефектами (наприклад, мультфільмів, ілюстрацій) для отримання гіперреалістичних ефектів, включати функції або містити опції сторонніх плагінів. Інше програмне забезпечення для редагування 2-D зображень можна використовувати для відстеження фотографій або ротоскопічної анімації з плівки. Це дозволяє художникам швидко застосовувати унікальні стилі переходу до суто фотореалістичних зображень з комп’ютерних зображень з 3-D моделей або фотографій. Деякі стилі гіперреалізму можуть потребувати візуальних ефектів руху (наприклад, геометрично точного обертання, точної кінетики, симуляції органічного росту, реалістичних обмежень руху), щоб підмітити реалістичність зображень. Програмне забезпечення можна використовувати, щоб подолати розрив між уявою та законами фізики.

### Технічне графічне програмне забезпечення
Основні статті:Візуалізація (комп'ютерна графіка)
Ілюстратори використовують технічне графічне програмне забезпечення, яке дозволяє стилізувати ефекти з більшою чіткістю та точністю та надавати незначну увагу творчому вираженню та естетиці. З цієї причини результати рідко називають «мистецтвом». Для проєктування або технічної ілюстрації синтетичних фізичних об’єктів програмне забезпечення зазвичай називають CAD або CADD, автоматизованим проєктуванням і кресленням. Це програмне забезпечення дозволяє більш точно обробляти вимірювання та математичні розрахунки, деякі з яких імітують фізику для проведення віртуального тестування моделей. Окрім фізичних об’єктів, технічне графічне програмне забезпечення може включати програмне забезпечення для візуалізації концепцій, ручного представлення наукових даних, візуалізації алгоритмів, візуальних інструкцій та засобів навігації у формі інформаційної графіки. Спеціалізоване програмне забезпечення для концептуальних карт може використовуватися як для технічних цілей, так і для нетехнічної концептуалізації, яка може вважатися або не вважатися технічною ілюстрацією.

### Спеціалізована обробка графічного формату
Сюди входить програмне забезпечення для роботи зі спеціалізованими форматами графічних файлів, наприклад програмне забезпечення Fontographer, призначене для створення та редагування комп’ютерних шрифтів. Деякі загальні програми для редагування зображень також мають унікальні функції обробки файлів зображень. Векторні графічні редактори обробляють векторні графічні файли та можуть завантажувати файли PostScript. Деякі інструменти дозволяють професійним фотографам використовувати незначну обробку зображень для редагування цифрових фотографій без постійної зміни чи дублювання оригіналу, використовуючи формат Raw. Інше спеціальне програмне забезпечення для обробки включає програмне забезпечення для захоплення зображень, наприклад програмне забезпечення для 2D-сканування, програмне забезпечення для 3D-сканування та захоплення екрана, або програмне забезпечення для обробки спеціалізованих графічних форматів, таких як обробка растрових зображень і перетворення форматів файлів. Деякі інструменти можуть зменшити розмір файлу графіки(видаляючи різні колірні пікселі, які людське око не здатне розпізнати) для оптимізації вебпродуктивності, зберігаючи якомога найкращу якість зображення.